# Histona

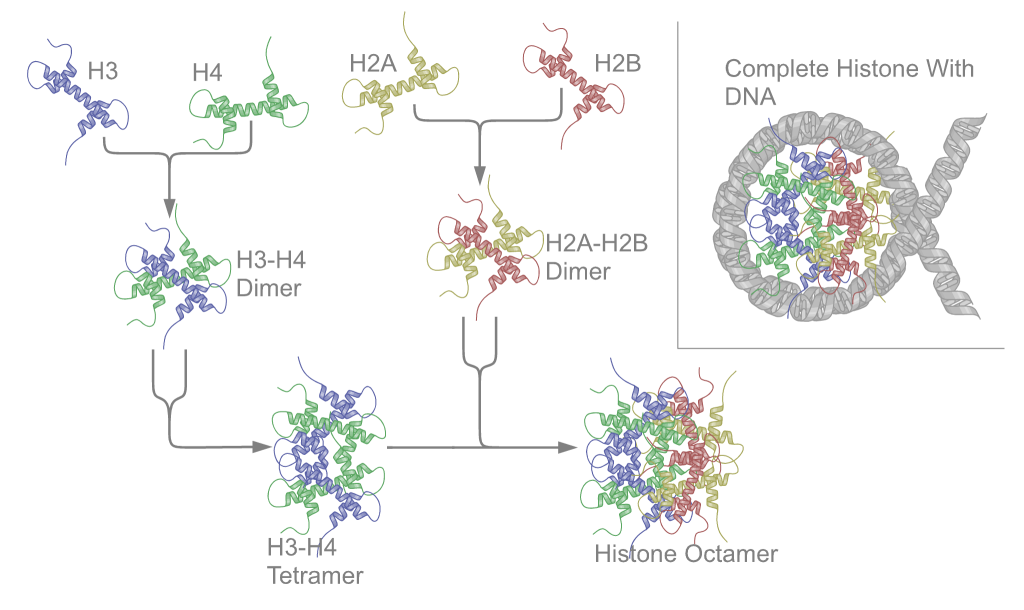
Representação esquemática da agregação das histonas nucleares no nucleossoma

As histonas são proteínas responsáveis por interagir com o DNA de modo a dispor da organização da dupla fita, nos três níveis de condensação, de modo favorável à célula, bem como também ter parte junto à modulação da expressão gênica, eis que, por exemplo, no caso dos nucleossomos, o primeiro nível de condensação do DNA, certas histonas compõem a “conta” da estrutura de “colar de contas”.
As histonas H2A, H2B, H3 e H4 compõem a “conta” do nucleossomo, enovelando uma fita de DNA, dificultando assim que a transcrição ocorra nos genes contidos na parte da fita enovelada nessa parte, em contrapartida com o “linker” DNA (DNA ligante), que está livre entre as “contas” de nucleossomo, para que favoreça a transcrição dos genes que contém. Esse processo de movimentação das “contas” do “colar de contas”, os nucleossomos em um sentido mais estrito, expõe regiões para transcrição mais fácil, enquanto “recolhe”, retira regiões do DNA antes do “linker” DNA, para compor as 1,7 voltas sobre o nucleossomo; tendo a atuação da histona H1, eis que ela não é a parte diretamente circundada pela fita de DNA, porém permanece relacionada ao nucleossomo interagindo com outros fatores para que ocorra tal movimentação do nucleossomo.
A histona H1 também desempenha um papel fundamental para que ocorra o empacotamento em “zig-zag” das fibras de cromatina de 30 nanômetros, o segundo grau de condensação do DNA, anterior à formação dos cromossomos, compostos por tais fibras ainda mais condensadas, sendo assim essencial para que ocorra a divisão celular. 
Histonas de Archaea são semelhantes as dos eucariotos. [2]

## Classes
São conhecidas 5 classes de histonas, não contando as histonas de Archaea:
- H1/H5

A histona H1 é também conhecida como H5, para a estrutura básica da cromatidas irmãs é constituído por 200 pares de bases de DNA associados a um octâmero de histonas, duas moléculas de cada histona e uma molécula da histona H1.  Permite o empacotamento do DNA em fibras de 30 nm.
- H2A e H2B

As histonas H2A e H2B possuem peso molecular muito inferior ao da histona H1. Ambas H2A e H2B consideradas ricas em lisinas.
- H3 e H4

As histonas H3 e H4 são ricas em arginina.
- Histonas dos Archaea

Duas histonas de cada classe (H2A, H2B, H3 e H4) agregam-se para formar um nucleossoma, juntamente com DNA. A histona H1 é necessária para que os complexos histona-DNA formem uma fibra de 30 nm de espessura, enrolando assim o DNA de uma forma ainda mais eficaz.

## Funções
As histonas funcionam como a matriz na qual o DNA se enrola. Têm um papel importante na regulação dos genes. Por meio do seu enrolar exibir zonas de DNA ligante que são mais propícias à transcrição do que zonas que compõem o nucleossomo, bem como o seu “recolher” de DNA ligante implica em silenciamento. Ao compactarem o DNA, permitem que os genomas eucarióticos de grandes dimensões caibam dentro do núcleo das células. Podem sofrer modificações pós-traducionais. Estas modificações podem desempenhar um papel importante na regulação dos genes, de maneira epigenética. A regulação ocorre na caixa TATA.

## Estrutura
As histonas são produzidas no citoplasma e importadas para o núcleo da célula. Ricas em lisina e arginina. São solúveis em água.
Estão sujeitas a modificações pós-traducionais, essencialmente N-terminais, mas também nos domínios globulares.
Exemplos de modicações deste tipo são: metilação, acetilação, fosforilação e ubiquitilação
Geralmente, os genes mais ativos têm menos histonas ligadas. Durante a interfase, as histonas estão intimamente associadas a genes inactivos.
A estrutura das histonas tem sido bem conservada em termos evolutivos, eis que ao desempenharem papeis tão vitais, estão sobre pressão de seleção estabilizadora. A mais conservada é a histona H4. [4]

## História
As histonas foram descobertas em  1884 por Albrecht Kossel. A palavra "histona" é datada do fim do século XIX e deriva da palavra alemã  "Histon", de origem incerta: talvez do grego histanai ou de histos.
Até a decada de 1990, as histonas eram vistas somente como matriz para o enrolamento do material genético (DNA). Só a partir dessa altura foi descoberto o papel regulador das histonas.